# Dragan Kićanović
Dragan Kićanović (srbskou cyrilicí: Драган Кићановић; * 17. srpna 1953 Čačak) je bývalý srbský basketbalista.
S jugoslávskou basketbalovou reprezentací získal zlato na olympijských hrách v Moskvě roku 1980 a stříbro na olympiádě v Montrealu roku 1976, zlato na mistrovství světa v roce 1978, stříbro na světovém šampionátu v roce 1974 (na tomto turnaji byl nejužitečnějším hráčem) a bronz roku 1982, třikrát pak vyhrál mistrovství Evropy (1973, 1975, 1977). S Partizanem Bělehrad dvakrát vyhrál Koračův pohár (1978, 1979). V letech 1981 a 1982 byl vyhlášen evropským basketbalistou roku, souběžně v anketě Mr. Europa i Euroscar. V roce 2010 byl uveden do Síně slávy Mezinárodní basketbalové federace. Celou kariéru strávil v evropských klubech (Borac Čačak, 1971–1972; Partizan Bělehrad, 1972–1981; Scavolini Pesaro, 1981–1983; Paris Basket Racing, 1983–1984).
Po skončení hráčské kariéry se stal politikem, představitelem Socialistické strany Srbska. V letech 1991-1992 byl jugoslávským ministrem mládeže a sportu. Od roku 2013 je srbským konzulem v italském Terstu.